# Зомбе
Зомбе (пол. Ząbie, нім. Sombien) — село в Польщі, у гміні Ольштинек Ольштинського повіту Вармінсько-Мазурського воєводства.
Населення — 35 осіб (2011).

## Демографія
Демографічна структура станом на 31 березня 2011 року:
|          | Загалом | Допрацездатний вік | Працездатний вік | Постпрацездатний вік |
| -------- | ------- | ------------------ | ---------------- | -------------------- |
| Чоловіки | 20      | 1                  | 15               | 4                    |
| Жінки    | 15      | 2                  | 8                | 5                    |
| Разом    | 35      | 3                  | 23               | 9                    |